# Міняйленко Андрій
Міняйленко Андрій (бл. 1904 — 1.3.1918)
Юний бандурист.
Народився в ст. Пашківська на Кубані. Учень бандуристів ст. Пашківської. Талановито грав на бандурі, мав пречудовий голос. Багато й успішно виступав. Розстріляний денікінцями 1 березня 1918 р. (ст. ст.) у м. Катеринодар.